# Shubuta
Shubuta is een plaats (town) in de Amerikaanse staat Mississippi, en valt bestuurlijk gezien onder Clarke County.

## Demografie
Bij de volkstelling in 2000 werd het aantal inwoners vastgesteld op 651.
In 2006 is het aantal inwoners door het United States Census Bureau geschat op 646, een daling van 5 (-0,8%).

## Geografie
Volgens het United States Census Bureau beslaat de plaats een oppervlakte van
6,2 km², geheel bestaande uit land. Shubuta ligt op ongeveer 62 m boven zeeniveau.

## Plaatsen in de nabije omgeving
De onderstaande figuur toont nabijgelegen plaatsen in een straal van 32 km rond Shubuta.